# Human (film, 2015)
Pour les articles homonymes, voir Human.
Pour plus de détails, voir Fiche technique et Distribution.
Human est un documentaire réalisé par Yann Arthus-Bertrand, sorti en 2015.

## Synopsis
Human est un documentaire regroupant un ensemble de témoignages de personnes réparties sur l'ensemble de la planète Terre sur des situations de vie. Le réalisateur s'est appuyé sur des interviews de plus de 2 000 personnes dans 65 pays. Lors du montage, 110 interviews ont été choisies. Les thèmes abordés sont entre autres l'amour, l'agriculture, l'homosexualité ou l'immigration.
Parmi les personnes interviewées, figurent parfois des personnalités célèbres comme Bill Gates, Ban Ki-moon ou l'ex-président uruguayen José Mujica, seul ce dernier figurant dans le montage pour la télévision. On y retrouve aussi le témoignage du nageur handisport Philippe Croizon. Autres témoignages : ceux de l'actrice américaine Cameron Diaz, et de la romancière française Frédérique Hébrard.

## Fiche technique
- Titre original : Human
- Réalisation : Yann Arthus-Bertrand
- Photographie : Stéphane Azouze, Bruno Cusa et Daniel Meyer
- Montage : Françoise Bernard et Anne-Marie Sangla
- Musique : Armand Amar
- Production : Jean-Yves Robin
- Producteur artistique : Florent Gilard
- Sociétés de production : Humankind Production ; France Télévisions (participation)
- Société de distribution : Paname Distribution
- Pays d'origine :  France
- Langues originales : anglais, français
- Format : couleur -  Ratio 1,85:1 -  Dolby Stéréo 5.1
- Genre : documentaire
- Durée : 188 minutes
- Date de sortie :
  - France : 12 septembre 2015

## Production

### Développement
Le film a été financé par la fondation Bettencourt Schueller, avec la participation de la fondation GoodPlanet, France 2 et de Google.

### Droits d'auteur
Comme pour Home, le film se veut diffusable librement et le plus largement possible. 

### Différentes versions
Le film a été tourné dans 60 pays dans 63 langues. Il existe aujourd'hui sous-titré en 7 langues (français, anglais, espagnol, italien, portugais, arabe et russe).  Plusieurs versions sont disponibles: la version longue pour le cinéma dure 3 heures 11 minutes, une version en trois parties de 52 min est disponible sur Internet, et une version raccourcie a été diffusée à la télévision sur France 2 le 29 septembre 2015. Les téléspectateurs ont été ce jour-là 2,8 millions, soit 12,2% de part d'audience, ce qui est bien moins que Home qui avait en 2009 rassemblé 8,3 millions de spectateurs.

## Accueil critique
Pour Le Figaro, les images « sont superbes, la bande-son poignante, les témoignages bouleversants ». Pour L'Express, la recherche esthétique dans le cadrage aboutit à « aplatir » les sujets, les images et les témoignages.
L'Obs est beaucoup plus réservé voyant dans le film un « zapping frustrant et ennuyeux » qui ne fait que survoler son sujet en se noyant « dans un océan de phrases bateau ». Libération s'est montré encore plus ferme, considérant que  « les coulisses de Human mobilisent d’énormes moyens pour un résultat qui est aussi un vaste gâchis » .
Les activistes de l'environnement s'interrogent sur le financement du film et la prise de conscience écologiste, et sur le fait que les objectifs sont mal ciblés.

## Distinctions
Le film est sélectionné hors compétition à la 72e Mostra de Venise.

### Nomination
- 21e cérémonie des prix Lumières 2016 : nomination au Prix du meilleur documentaire